# Мільярди (альбом)
Мільярди — п'ятий студійний альбом українського поп-рок гурту Без Обмежень, презентований 25 серпня 2019 року під час виступу колективу на Співочому полі в Києві. Анонсували платівку музиканти після завершення туру «Буду з тобою!» на підтримку однойменного релізу. Продюсером альбому виступив Артур Данієлян, який працював над двома попередніми альбомами колективу. На три композиції з трек-листу «Мільярдів» було відзнято кліпи.

## Тур на підтримку альбому
Після презентації диску музиканти оголосили масштабний тур на його підтримку, який планується завершили великим концертом на арені НСК «Олімпійський».

## Кліпи
На три композиції з альбому музиканти відзняли відеороботи. В лютому 2019 року колектив оприлюднив відео на трек «Зорі Запалали», який став першим опублікованим синглом з майбутнього міні-альбому. Режисером кліпу став Влад Разіховський, а зйомки проходили в Португалії. Наприкінці липня музиканти опублікували тизер чергової відеороботи, яку відзняли на титульний трек альбому «Мільярди». Офіційна прем'єра відбулась 1 серпня. На початку вересня 2019 року колектив презентував в мережі кліп на сингл «Колискова». який став офіційним саунд-треком вітчизняної кінострічки «Заборонений».

## Список пісень
| #  | Назва           | Тривалість |
| -- | --------------- | ---------- |
| 1. | «Зорі Запалали» | 4:40       |
| 2. | «Не мовчи»      | 3:06       |
| 3. | «Моя Земля»     | 3:54       |
| 4. | «Мільярди»      | 3:47       |
| 5. | «Колискова»     | 4:18       |
| 6. | «Весь Світ»     | 3:00       |
| 7. | «Літак на Двох» | 3:01       |

## Оцінка критиків
- |                               | Без Обмежень вийшли в період творчої стабільності, тож вирішили, що можуть поніжитись на лаврах, випустивши платівку, яка по суті є компіляцією випадкових треків. “Мільярди” – цілком необов’язковий для прослуховування альбом, який вкрай незграбно намагається збалансувати бажання вписатись в кон’юнктуру ринку популярної музики та ледь вловимі залишки фірмового стилю Без Обмежень. Попри наявність цікавих задумів, всі вони топляться у вилизаних радіо-хітах зі спрощеними текстами та вилощеним звучанням. “Мільярди” – це погоня за хайпом в якій втрачається будь-яка оригінальність, а особливо якість. Реліз цілком бездушний: і в плані звуку, і в плані тексту. Черговий безликий пункт в дискографії, який абсолютно не запам’ятовується. |
| — - UA ROCK: Музика-Доступна. | |